# Identification (ressources humaines)
Pour les articles homonymes, voir Identification.
L'identification (en anglais sourcing) est, dans le domaine des ressources humaines, une technique utilisée dans l'approche directe afin d'identifier au sein de plusieurs entreprises (non clientes du cabinet mais le plus souvent concurrentes du client du cabinet) les candidats ayant des responsabilités les plus proches possibles de celles recherchées.
Le chargé de recherche procède par identification.
Il est l'acteur principal en amont des entretiens de recrutement et sans lui, le consultant n'aurait pas (ou très peu) d'entretiens. Il fournit en quelque sorte la matière première au consultant chargé de l'évaluation des candidats.